# Armeesportvereinigung Vorwärts
Die Armeesportvereinigung Vorwärts, kurz ASV Vorwärts, war in der DDR die Sportvereinigung der Nationalen Volksarmee (NVA) bzw. vor deren Gründung die der Kasernierten Volkspolizei.

## Geschichte

Logo der Sportvereinigung Sturmvogel (1950–1956)

Die Hauptverwaltung Ausbildung des Ministeriums des Inneren der DDR (HVA des MdI) gründete 1950 in Leipzig eine eigene Sportvereinigung, die SV Vorwärts der HVA Leipzig. Im gleichen Jahr wurde in Parow die SV Sturmvogel der Hauptverwaltung Seepolizei ins Leben gerufen. Im Zuge des Aufbaus der Kasernierten Volkspolizei (KVP) durch die HVA wurde zum 1. Juli 1952 die SV Vorwärts HVA in SV Vorwärts der KVP umbenannt. Ihr wurde am 1. August 1953 die SV Sturmvogel angegliedert. Die Fußballmannschaft von Vorwärts Leipzig wurde im Sommer 1953 nach Berlin verlegt und mit ihr der ZSK Vorwärts KVP Berlin als Zentraler Sportklub der Kasernierten Volkspolizei gegründet. Ein Jahr später wurde der SV Vorwärts Parow nach Rostock delegiert.
Am 18. Januar 1956 wurde die Nationale Volksarmee gegründet, die die KVP ablöste. Es folgte am 1. Oktober 1956 die Gründung der Armeesportvereinigung Vorwärts. Die ASV wurde Mitglied im Deutschen Turn- und Sportbund der DDR (DTSB) und gehörte auch zu den Gründungsmitgliedern des am 12. März 1958 in Moskau von zwölf Armeen des „Sozialistischen Lagers“ ins Leben gerufenen Sportkomitees der befreundeten Armeen (SKDA). In den einzelnen Standorten der NVA wurden lokale Armeesportgemeinschaften (ASG) bzw. Armeesportklubs (ASK) gebildet. Zum zentralen Schwerpunktklub wurde der ASK Vorwärts Berlin entwickelt. Durch die Ausgliederung bestimmter Sektionen entstanden in den Folgejahren weitere Leistungszentren wie der ASK Vorwärts Leipzig, der ASK Vorwärts Rostock, der ASK Vorwärts Oberhof und der ASK Vorwärts Potsdam. Ende der 1960er Jahre wurden die restlichen Berliner Sektionen zum ASK Vorwärts Frankfurt (Oder) zusammengeschlossen.

## DDR

Logo des ASK Vorwärts Berlin

In der DDR trugen die Armeesportklubs der Armeesportvereinigung Vorwärts die zusätzliche Bezeichnung „Vorwärts“. Zentraler Armeesportklub war der ZSK Vorwärts der KVP Berlin (Zentraler Sportklub der Kasernierten Volkspolizei), aus dem der ASK Vorwärts Berlin hervorging, welcher schließlich zum ASK Vorwärts Frankfurt wurde. Er gehörte, wie die anderen Armeesportklubs der DDR, der Armeesportvereinigung Vorwärts an, die der NVA unterstand.
Beispiele:
- ASK Vorwärts Cottbus
- ASK Vorwärts Erfurt
- ASK Vorwärts Frankfurt
- ASK Vorwärts Leipzig
- ASK Vorwärts Oberhof
- ASK Vorwärts Potsdam
- ASK Vorwärts Rostock

### Fußball
Das Leistungszentrum für den Fußball gehörte ursprünglich dem zentralen Armeesportklub in Berlin an und wurde am 18. Januar 1966 als eigenständiger Fußballclub FC Vorwärts Berlin ausgegliedert. Noch als Sektion des ASK Vorwärts gewannen die Berliner 1958 ihre erste Fußballmeisterschaft, der bis 1969 weitere fünf Titel folgten. 1954 und 1970 gewannen sie zudem den DDR-Fußballpokal. Zahlreiche Nationalspieler kamen von Vorwärts Berlin, so Otto Fräßdorf (33 Länderspiele), Gerhard Körner (33), Jürgen Nöldner (30), Karl-Heinz Spickenagel (29) oder Hans-Dieter Krampe (28). 1971 musste der Renommierklub der Armee den ebenfalls in der Hauptstadt ansässigen Fußballclubs der Sportvereinigung Dynamo und des DTSB (BFC Dynamo bzw. 1. FC Union Berlin) weichen und spielte fortan in Frankfurt (Oder). Diese Maßnahme läutete den sportlichen Niedergang des damaligen Rekordmeisters ein. In der Folgezeit verlor der FC Vorwärts zunehmend an Qualität und Attraktivität und musste gar 1978 für ein Jahr sowie 1988 bis 1990 endgültig in der Zweitklassigkeit spielen.
Als sportliche Basis für den FC Vorwärts dienten bestimmte Armeesportgemeinschaften, in denen ebenfalls leistungssportlich Fußball betrieben wurde und deren Teams zum Teil in der zweitklassigen DDR-Liga spielten. Vorwärts Stralsund war für zwei Spielzeiten in der höchsten Spielklasse Oberliga vertreten. Auch hier führten Kompetenzstreitigkeiten mit dem DTSB und der SV Dynamo dazu, dass diese Leistungsstützpunkte mit den Jahren aus den Sportzentren der Republik in abgelegenere Gegenden verlegt wurden. Mit Vorwärts Rostock (1967 nach Stralsund), Vorwärts Cottbus (ab 1974 ASG Vorwärts Kamenz), Vorwärts Leipzig (ab 1974 Vorwärts Dessau) und Vorwärts Meiningen (ab 1974 ASG Vorwärts Plauen) waren allein vier Zweitligisten von dieser Maßnahme betroffen. Zur Konzentration der Mittel beschloss die ASV Vorwärts später die Auflösung der Leistungsstützpunkte in Kamenz, Löbau, Neubrandenburg und Plauen. Im Sommer 1989 wurden die beiden verbliebenen ASG-Teams aus Stralsund und Dessau in zivile (Betriebs)Sportgemeinschaften überführt (BSG Motor Stralsund, SG Dessau 89).

## Trainingsanzug
Bekannt war der einheitliche ASV-Trainingsanzug, braun, aus Dederon oder Baumwolle, mit gelb-roten Seitenstreifen und dem ovalen ASV-Emblem auf der Brust, der als Sportbekleidung von allen NVA-Angehörigen, vom Soldaten bis zum General, getragen wurde. Häufig wurde er, besonders von ehemaligen Zeit- und Berufssoldaten, auch nach der aktiven Dienstzeit als Freizeitkleidung verwendet.

### Auflösung
Nach dem Ende der Volksarmee löste sich die Armeesportvereinigung Vorwärts am 14. Dezember 1990 auf.

## Leitung der ASV
Vorsitzende (1956–1990):
| Zeitraum  | Name                 |
| --------- | -------------------- |
| 1956–1958 | Friedrich Dickel     |
| 1958–1960 | Heinz Hoffmann       |
| 1960–1969 | Kurt Wagner          |
| 1969–1974 | Arno Mücke           |
| 1974–1978 | Waldemar Verner      |
| 1979–1986 | Heinz Keßler         |
| 1986–1989 | Horst Brünner        |
| 1990      | Heinz Günther Wittek |

Leiter des Sekretariats (Büros) des Präsidiums bzw. Chefs des Komitees (1956–1990):
| Zeitraum  | Name                 |
| --------- | -------------------- |
| 1956–1961 | Rudolf Reimann       |
| 1961–1972 | Arno Mücke           |
| 1972–1989 | Walter Herkner       |
| 1989–1990 | Heinz Günther Wittek |

## Olympiasieger

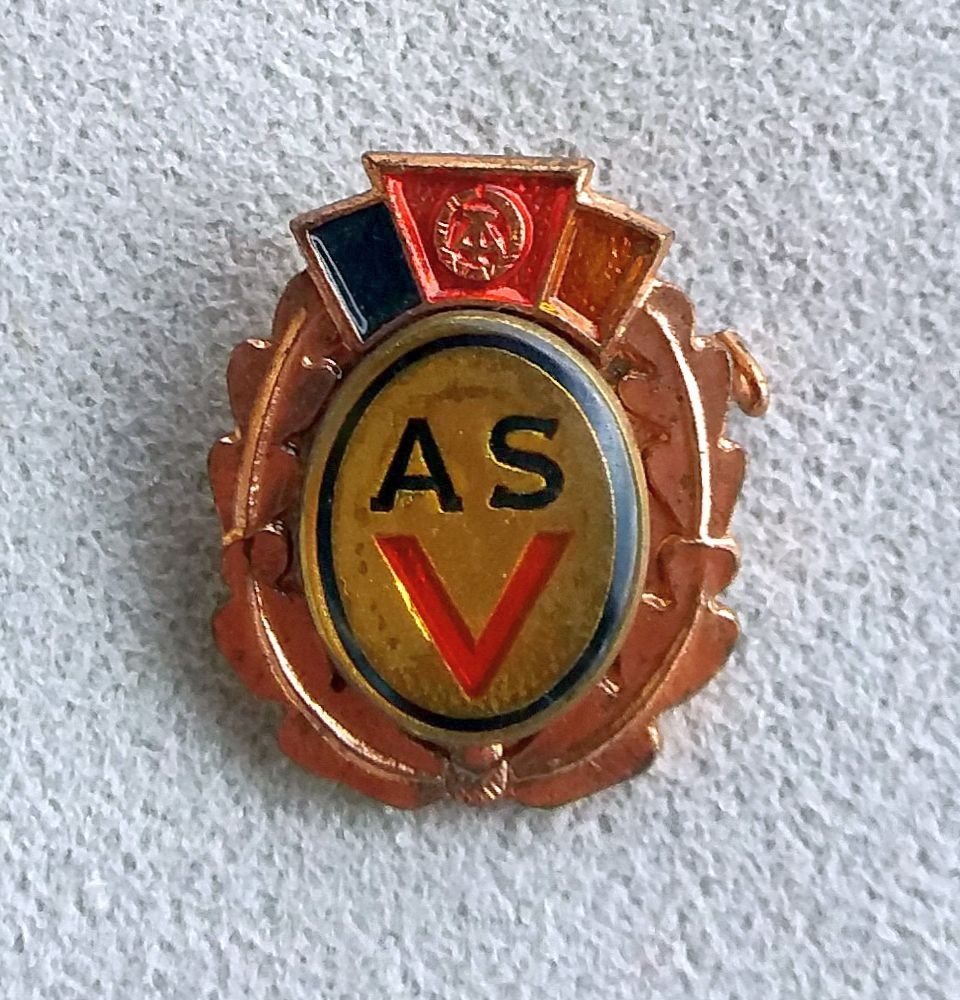
Ehrennadel des ASV Vorwärts

Durch die intensive Förderung der Armeesportler kamen aus den Reihen des ASV Vorwärts eine große Anzahl Spitzensportler, die nicht nur DDR-Meisterschaften, sondern auch zahlreiche Olympiasiege, Weltmeistertitel und andere Erfolge wie bei der Internationalen Friedensfahrt im Radsport errangen:
- Hans-Georg Aschenbach (Skispringen)
- Udo Beyer (Kugelstoßen)
- Joachim Dreifke (Rudern)
- Jürgen Eschert (Kanu)
- Birgit Fischer (Kanu)
- Peter Frenkel (Gehen)
- Henry Maske (Boxen)
- Lothar Metz (Ringen)
- Meinhard Nehmer (Bobsport)
- Wolfgang Hoppe (Bobsport)

## Weltmeister
- Norbert Dürpisch (Radsport)
- Falk Boden (Radsport)
- Hans-Joachim Pohl (Radsport)